# Macleania amplexicaulis
Macleania amplexicaulis är en ljungväxtart som beskrevs av A. C. Smith. Macleania amplexicaulis ingår i släktet Macleania och familjen ljungväxter. Inga underarter finns listade i Catalogue of Life.